# عبد الله بن موسى بن نصير
عبد الله بن موسى بن نصير هو عبد الله بن موسى بن نُصَيْر بن عبد الرحمن بن زيد من بلي، ويقال: إنّه مولى لَخْم، وقيل: إنّه من أراشَة من بَلِيّ، وقيل من بَكْر بن وائل، ويذكر أولاده أنّه من بكر بن وائل، وغيرهم يقول: إنّه مولى.

## حياته
نشأ عبد الله وترعرع وشبّ، في أحضان أبيه موسى الذي كان قائداً ووالياً، في ظروف ملائمة لاستكمال شخصيته، بالعلم والتدريب وبالاتصال المباشر بالقادة والولاة والعلماء، وأهل التجارب.
وكان التعليم النظري لاستيعاب العلوم المتيسِّرة السّائدة في حينه ميسوراً، ليس لأبناء القادة والولاة والمترفين حسب، بل لأبناء الناس من مختلف الطبقات. فنشأ عبد الله ليتعلم القرآن وعلومه، والحديث النبوي الشريف وعلومه، والتاريخ والسِّير وأيام العرب في الجاهلية والإسلام، وأتقن علوم العربية صَرْفاً ونحواً وبلاغةً وبياناً وشعراً ونثراً، وحفظ نماذج من أقوال الخطباء والبلغاء والشعراء، ولم يُغفل الحساب والهندسة وتقويم البلدان. وقد تعلم عبد الله العلوم العسكرية النظرية: إقامة المعسكرات، تنظيم المعسكر، اختيار مناطق التعسكر، وشروط المعسكر الجيّد، فنون التعبية كإخراج المقدّمات والمؤخرات والمجنبات، وأساليب الحماية المختلفة، والاستفادة من الأرض، وزرع الربايا والكمائن، ومعالجة المشاكل غير المتوقعة وحل المعضلات، وتأمين القضايا المعنوية والإدارية، وكل هذه العلوم تُلقّن من قادة مجرِّبين لهم في الجهاد باع طويل.
كما تدرّب عبد الله على الفنون العسكرية العملية: ركوب الخيل، والرمي بالسِّهام، والتصويب الدقيق، والضرب بالسيوف، والطعن بالرماح، والسباحة، وتحمّل المشاق العسكرية: سيراً على الأقدام مسافات طويلة في أيام متعاقبة وظروف قاسية صيفاً وشتاء، والحرمان من الطعام والشراب مدة من الزمن، والتعود على تناول الطعام الخشن والماء العسر، والابتعاد عن المأكل اللّين والشراب السائغ مدة التدريب، وهذا ما نطلق عليه في المصطلحات العسكرية الحديثة: التدريب العنيف.

## فتح ميورقة ومنورقة
بعد أن أنجز موسى بن نصير استعادة فتح المغرب الأوسط، وأكمل فتح المغرب الأقصى، وفتح طنجَة، أصبحت السواحل المغربية المواجهة لبعض جزر البحر الأبيض المتوسط وللأندلس، معرضة لهجمات الرّوم، لغرض استعادة تلك المناطق الغنية إلى سيطرتهم، ومن القوط الذين يحكمون الأندلس لغرض إبعاد المسلمين عن بلادهم، وحمايتها من غزو المسلمين المتوقع لها. وكان من جزر البحر التي اتخذها الروم والقوط قواعد متقدمة لهم، جزيرتا: ميورقة ومنورقة، وهما جزيرتان في البحر الأبيض المتوسط، بين صقلية وجزيرة الأندلس. وفي سنة 89 هـ (707 م)، جهز موسى بن نصير ولده عبد الله، فافتتح هاتين الجزيرتين (2)، وغنم منها ما لا يحصى، وعاد سالماً.

## ولاية أفريقية
أعدّ موسى بن نصير ابنه عبد الله، ليكون خلفه على إفريقية والمغرب، لذلك وجّهه من أول الأمر إلى فتوح إفريقية والمغرب، وإلى فتوح الجزر التي تحمي سواحل إفريقية والمغرب، ولم يشغله في فتوح الأندلس، ليبقى متفرِّغاً إلى واجبه الأصلي: ولاية إفريقية والمغرب، وهي الولاية الرئيسة التي كانت الأندلس تابعة لها، إذ كان والي إفريقية والمغرب هو الذي يعيّن والي الأندلس.

## عزلة عن الولاية
لم يطل انتظار عبد الله، فقد عزله سليمان بن عبد الملك بن مروان عن إفريقية والمغرب، وولّى مكانه محمد بن يزيد موْلى قُريش. فقد قال سليمان بن عبد الملك لرجاء بن حيوة: «أريد رجلاً له فضلٌ في نفسه، أوليه إفريقية»، فقال له: «نعم»، فمكث أياماً، ثم قال: «قد وجدت رجلاً له فضل»، قال: «مَن هو؟»، قال: «محمد بن يزيد مولى قريش»، فقال: «أدخله عليّ!»، فأدخله عليه. فقال سليمان: «يا محمد بن يزيد! اتّق الله وحده لا شريك له، وقم فيما ولّيتُك بالحق والعدل! وقد ولّيتكَ إفريقية والمغرب كله»، فودّع محمد بن يزيد سليمان بن عبد الملك وانصرف وهو يقول: «مالي عُذْرٌ عند الله إن لم أَعدل». وفي سنة 97 هـ (715 م)، استقرّ محمد بن يزيد بإفريقية بأحسن سيرة وأعدلها.